# Geranium mooreanum
Geranium mooreanum är en näveväxtart som beskrevs av Carlos Aedo. Geranium mooreanum ingår i släktet nävor, och familjen näveväxter. Inga underarter finns listade i Catalogue of Life.